# Vívás

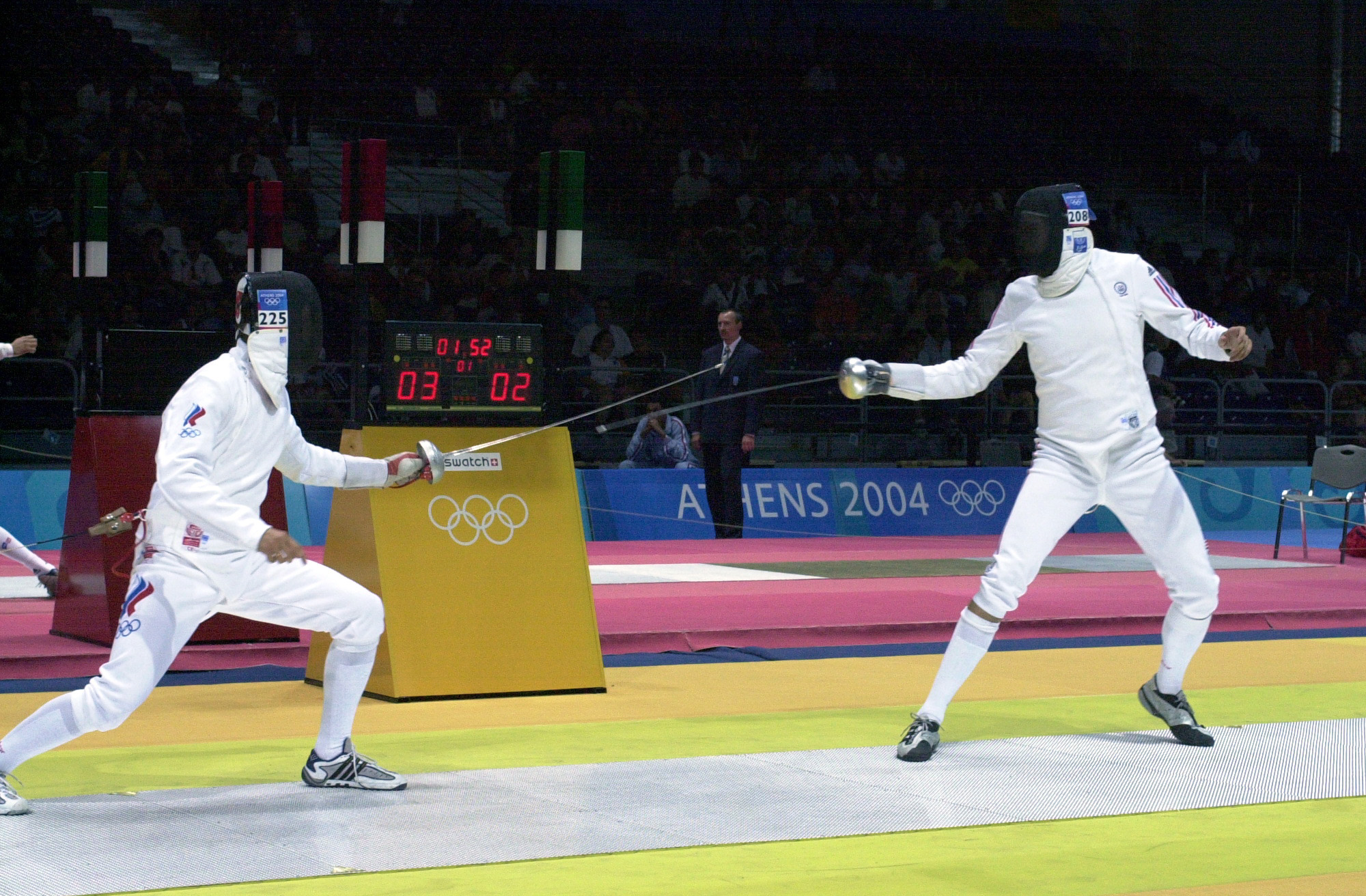
Igor Turcsin (Oroszország) (balra) és Weston „Seth” Kelsey (USA) párbajtőrözők küzdelme a 2004-es athéni olimpián

A vívás technikai jellegű küzdősport. A küzdőtéren (páston) két versenyző vív egymással mérkőzést (asszót). A mérkőzés célja, hogy a versenyzők közül az egyik minél hamarabb elérje a megadott találatszámot (5, 10, 15 találat, tus) vagy több találatot érjen el az adott idő lejártáig, mint ellenfele, így megnyerve az asszót.

Amikor két vívó összeméri erejét, mindkettőnek az a célja, hogy az ellenfél érvényes testfelületén szúrással, a kardvívásnál szúrással vagy vágással találatot érjen el. Párbajtőrnél az egész testfelületen érvényes szúrni. Ugyanakkor arra is törekednek, hogy az ellenfél ne érjen el találatot. Vitás esetekben a fennálló szabályok alapján egy- vagy négytagú ítélkező bizottság (zsűri) dönti el, hogy ki kapja az érvényes találatot. A zsűri érdek nélküli, semleges tagokból áll, és kötelessége, hogy a mérkőző feleknek egyenlő esélyeket, feltételeket biztosítson.

## A mérkőzések formái

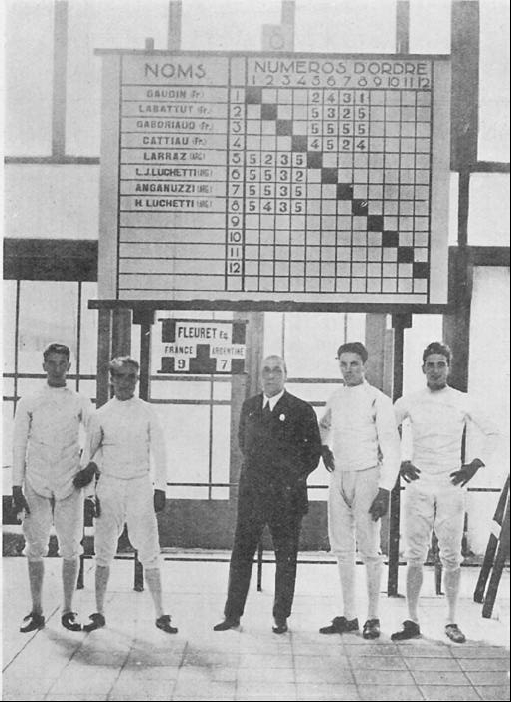
A terem falán látható a versenyzők eredményeit feltüntető táblázat

A mérkőzéseket kieséses vagy körmérkőzéses rendszerben bonyolítják le.
- Kieséses rendszer: A jelentkezőket párokba sorolják. A párok meghatározott számú mérkőzéseket vívnak egymással. A vesztesek kiesnek a további küzdelemből, a győzteseket ismét párokba sorolják (csörte). Így megy ez egészen addig, amíg az utolsó két pár marad hátra. Ezek győztesei döntik el a verseny első és második helyezését, míg a két vesztes a harmadik és negyedik helyezést. Ezen versenyformát ma már nem alkalmazzák.
- Körmérkőzéses rendszer: A versenyre jelentkezők közül, előzetesen csoportokat alakítanak ki, és ezen belül mindenki vív mindenkivel. Az elért győzelmek száma adja a helyezést. Egyenlő számú győzelem esetén a tusarány (adott tusok száma/kapott tusok száma) dönt. A csoport előre meghatározott számú helyezettjei továbbkerülnek, a többiek kiesnek. A továbbjutottakból újabb csoportokat alakítanak, akiknek körvívása után ismét továbbkerülők és kiesők keletkeznek. Így megy ez egészen addig, míg az utolsó 6–9 vívó marad meg (döntő), akiknek körvívása alakítja ki a végső eredményt. Ma már ezt sem alkalmazzák.
- Csoportverseny : Az egyéni versenyekhez hasonlóan csapatversenyeket is rendeznek. Ezeket is vagy körvívásos, vagy kieséses rendszerben bonyolítják le. Egy-egy csapat 3–6 tagból állhat, és az egyik csapat minden tagja mérkőzik a másik csapat minden tagjával. Háromtagú csapatoknál így 9, négytagú csapatoknál 16, öttagúaknál 25, hattagúaknál 36 mérkőzést vívnak a csapatok. A csapattagok által megnyert mérkőzések száma adja a csapatverseny eredményét. Négyes csapatoknál igen gyakori, hogy mindkét csapat egyenlő számú győzelmet arat. Ilyenkor az a csapat győz, amelynek tagjai kevesebb találatot kap. Ha mindkét csapat egyenlő számú találatot kap a mérkőzés döntetlennel ér véget. Ha az ilyen döntetlenül végződő mérkőzést döntésre kell vinni - például továbbkerülés, vagy az első hely eldöntése miatt, amit minden esetben el kell dönteni -, a csapatonként kijelölt 1-1 fő vív egyéni mérkőzést, és annak eredményét veszik át a csapatok.

Kardvívásban: Mindkét csapat 3-3 vívója küzd meg egymással, összesen 9 mérkőzésben (mindenki vív az ellenfél csapat összes tagjával). Az első csörte 5 tusig tart (pl.: 4-5), majd mindkét csapat következő 1-1 tagja átveszi a stafétát, és folytatják a mérkőzést tíz tusig (pl.: 7-10). Majd újabb csere következik, addig folytatják a vívást, míg egyikük el nem éri a 15 találatot (pl.: 15-13). A találkozónak akkor van vége, ha már mindenki fölmérte az erejét az ellenfél csapat összes tagjával. Vagyis akkor, ha valamelyik csapat elérte a 45 találatot. Mindkét csapatnak lehetősége van 1-1 cserére.
A versenyek többségét világbajnoki rendszerben szervezik meg, azaz a vívókat az aktuális ranglista alapján csoportokba sorolják, majd a csoport küzdelmekből továbbjutók, bekerülnek az egyenes kieséses szakaszba (táblára) melyben 128, 64, 32,16, 8 vívó vesz részt, létszámtól függően. A versenyeket nemenként elkülönítve rendezik meg, azaz férfi és női versenyek vannak.
A nemzetközi versenyeken a zsűri és a bíró a parancsszavakat franciául adja ki.

## Fegyvernemek
Szakágak szerint megkülönböztetnek: kardvívást, tőrvívást és párbajtőrvívást.
- Kardvívás:

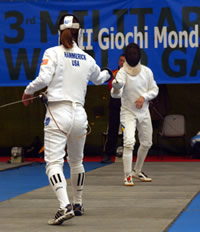
Párbajtőrözők

A találatok adása vágással és szúrással egyaránt történhet, ezért ennek a fegyvernemnek a legnagyobb a variálhatósága, cselekménysora, ebből adódóan szellemisége. Dinamikus volta miatt a kívülálló számára talán a leglátványosabb. A találati felület deréktól felfelé érvényes; ez alatt mélyvágásnak minősül, amit a gép nem jelez. Az elmúlt néhány évben került bevezetésre a kibontakozó félben lévő női ága.
- Tőrvívás

Az előző konvenció itt is érvényes; találati felület csak a törzs, amelyet csak szúrással lehet eltalálni. A fej és a karok érvénytelenek, ezt fehér lámpa jelzi, de ez a konvenciót nem szünteti meg; mindenképpen el kell dönteni, ki támadott. Ha a támadó szúrt érvénytelent, nincs találat, ha nem, akkor a védekező fél kapja a tust.
- Párbajtőrvívás

Nem konvencionális fegyver; nem számít, melyik fél a támadó, amelyik előbb talál, az adta a tust. Az esélyek kiszámíthatatlansága a fegyver jellegéből adódóan itt a legnagyobb. Csak szúrni lehet, az egész test érvényes. Ha mindkét fél talál, kettős találatnak minősül.

### Kard
Francia neve: sabre. A kardvívók fegyvere maximum 105 cm hosszú, ebből 88 cm lehet a rugalmas penge. Egy kard teljes tömege nem haladhatja meg az 500 g-ot. A kard a könnyűlovas harcos szablyájából alakult sport fegyverré a XIX. sz. végén. Jellemző a kardvívás magyar gyökereire, hogy a fegyvernem Nemzetközi Vívószövetség (FIE) által 1913-ban elfogadott alapvető versenyszabályait dr. Nagy Béla alkotta meg 1902-ben. A kard, ellentétben a tőrrel és párbajtőrrel, szúró és vágó fegyver is, azonban a találatokat jellemzően vágással adják. A kardvívásban az érvényes találati felület – a lovon ülő harcost modellezve – csípővonaltól felfelé a felsőtest, beleértve a karokat, illetve a fejet. A kard hasonlóan a tőrhöz konvencionális fegyver, azaz érvényes találatot csak támadásból, védés-visszavágásból vagy tempóvágásból lehet adni, kivétel, ha csak a védekezőnél jelez be a gép, akkor közbeszúrás néven övé a találat. Tekintettel a vágás találati lehetőségére, valamint a viszonylag nagy érvényes találati felületre, a három közül egyértelműen a kardvívás a legdinamikusabb fegyvernem, így a küzdelmek igen gyorsan zajlanak. A vívókard mai formáját olasz fejlesztés eredményeként a XIX.-XX. század fordulóján nyerte el, azóta csak az elektromos találatjelző bevezetése miatt módosítottak rajta kisebb mértékben. A kard rövidebb a szúró fegyvereknél, könnyebb a párbajtőrnél, ami a kardozó számára a vágáshoz és különösen a cselezéshez szükséges gyors penge mozgatást tesz lehetővé. A kard kosara a filmekből jól ismert módon D alakot formálva kunkorodik a markolat végén lévő gomboz, így védve a vívó fegyverfogó kezét a vágásoktól. A kardozó felszerelése abban is eltér a szúrófegyverektől, hogy a találatot a penge és a ruhába, valamint a sisakba szőtt fémszálak közti egyszerű érintkezés jelzi, tehát ellentétben a másik két fegyverrel, a kard végén nincs rugós hegy. A kardvívásban - a technikai nehézségek miatt - a három fegyvernemből utolsóként 1988-ban vezették be elektromos találatjelző gépet, addig egy vezető bíró és két-két oldal zsűri döntött a találatokról. A gép bevezetése ellenére a találatok korrekt megítélése a vezető bíró számára ma is bonyolult feladat, figyelemmel a kard konvenció szabályaira, valamint a küzdelem gyorsaságára.

### Tőr
Francia neve: fleuret. A tőrözők fegyvere 110 cm hosszú, ebből 90 cm a rugalmas penge (a „mini”, azaz gyermek méretű pengénél ez kevesebb), melynek végén rugós érintkező található. Az érintkező minimális érzékenysége 500 g, azaz ekkora, vagy ennél nagyobb súlyra ad jelzést. Egy tőr teljes súlya maximum 500 g lehet. A tőr kosara kisebb, mint a párbajtőré, mivel csak a felsőtest a találati felület, a karok és a fej (sisak) kivételével. A markolat itt is csak egyféle lehet, de nem francia, hanem belga (ezt a formájáról "pisztolymarkolatnak" is hívják). A tőrözők is fémszálakkal átszőtt mellényt (lamét) viselnek, ez zárja az áramkört (mikor a tőr végén a gomb benyomódik), ha találatot kapnak – ilyenkor színes lámpa gyullad ki (piros vagy zöld). Ha érvénytelent szúr valaki, az ő oldalán lévő fehér lámpa villan fel (érvénytelen találatnak azt nevezzük, ha a támadó pengéje megcsúszik a védekező laméján, vagy ha érvénytelen felületre szúr). Ebben a vívónemben nincsen együttes találat, mivel különbséget tesznek támadó és védekező között. Tust adhat a támadó; ha a támadás nem talál vagy rövid, a közbetámadó; avagy aki egy tempóval megelőzi ellenfelét a találatban. A találatokat az 50-es évektől találatjelző géppel jelzik a magasabb osztályú versenyeken, azelőtt 5 tagú versenybíróság döntött. A találatjelző csupán a négy oldalzsűrit váltotta föl, a főzsűri dolga a támadó avagy a tempót adó megítélése. A pást 1,5-2 méter széles és 14 méter hosszú.

### Párbajtőr
Francia neve: épée. A párbajtőr a tőrhöz hasonló méretű, ám annál nehezebb fegyver. Kosara, mivel az egész testfelület (beleértve a karokat és a fejet) is találati felület, nagyobb, mint a tőré. A penge végén szintén rugós vég található, ami 750 g-nál nagyobb nyomás esetén találatot jelez (a 750 g-ot még ki kell nyomnia a penge hegyének). Mivel nem kell elnyerni a „támadás jogát”, létezik együttes találat, amennyiben az 1/25 másodpercen belül történik. A találatokat már 1933-tól találatjelző géppel számolják, amelyet a budapesti Európa-bajnokságon használtak először. Ellentétben a karddal, ebben a fegyvernemben mi választhatjuk ki a markolat típusát. A két fő markolat a belga- és a francia típus.  

## Vívófelszerelések
A vívófelszerelés alapvetően fehér színű, ami történelmi hagyományokra vezethető vissza. Régen ugyanis, mikor még nem voltak bevezetve az elektromos találatjelző gépek, a mérkőzések a tusok bevallása alapján zajlottak. A pengék végét korommal kenték be, mely találat esetén jól látható nyomot hagyott a fehér ruhán, megkönnyítve ezzel a találatok megítélését. A villanyvívás bevezetése óta ennek a módszernek a szerepe jelentéktelenné vált, ma már csak hagyománytiszteletből viselnek a vívók fehér ruhát.
1. Plasztron: a vívó „kabátja”
2. Kesztyű: a fegyvert tartó kezet védi
3. Vezeték: a tőrt/kardot/párbajtőrt, a lamét, esetleg a fejvédet a találatjelzővel összekapcsoló elektromos vezeték
4. Fegyver: itt két párbajtőr látható
5. Vívónadrág: vastag szövésű, térdig érő (térd alatt gumírozott), nadrágtartós nadrág, cipzárral)
6. Fejvéd: a sisak, amelynek „szakálla” a kard és tőrvívásban fémszálas
7. Hónaljvéd: a mellvéd fölé veszik fel, védi a fegyvert tartó kar hónalját
A képen nem látható, egyéb felszerelések:
- Lamé: a tőrözők és kardozók „mellénye”, amelyet a plasztron felett viselnek (fémszálas)
- Vívócipő: különleges, gömbölyített sarkú cipő
- Mellvédő: elsősorban a nők által használt védőfelszerelés

### FIE jelzésű felszerelés
A Nemzetközi Vívószövetség (Fédération Internationale d'Escrime, FIE) hatályos szabályai szerint a nemzetközi versenyeken kötelező az ún. 2/2 kategóriás felszerelés, amelynek szövete négyzetcentiméterenként 800 N terhelést tűr sérülés nélkül, az ilyen fejvéd pedig négyzetcentiméterenként 1600 N-t bír el. A hazai és a kisebb külföldi versenyeken, valamint edzéseken használható az ún. 1/2-es ruha, ahol a felszerelés négyzetcentiméterenként 350 N-t bír el. Az úgynevezett peres ruhákat a FIE betiltotta mint például a 350N/500N-os ruhákat és felszereléseket melyben a perjel utáni rész a ruha hátsórészére volt értendő, tehát elmondható hogy a ruháknak egységesen x N-nak megfelelő szúrást kell bírniuk egy négyzetcentiméteren.

## A pást

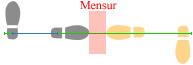
Vívóvonal: a két vívó sarkait összekötő láthatatlan egyenes

A vívóteret pástnak nevezik. A hossza 14 méter (a két végén 1-1 méteres sáv a versenyző védekezésére szolgál), a szélessége 1,5 métertől 2 méterig terjed. A pástot a középvonal osztja ketté. Alapállásban a versenyzők (kezdésekkor) a középvonaltól két-két méterre helyezkednek el. Ezt felállási vonalnak hívják. A pást végét hátsó határvonal jelzi. Találatot csak a két határvonal között lehet érvényesen elérni. A versenyző védekezésképpen egy lábbal leléphet a vonalról. Ha mindkét lábával lelép, az ellenfél technikai tust kap.
Az ábra a versenyzők alapfelállását mutatja. Vívóállásban egy-egy versenyző lábai egymástól kb. 1,5-2 lábfejnyi távolságban egymásra merőlegesen állnak. A zöld vonal (vívóvonal) a vívás irányát mutatja, mely mindkét oldal felé eltérhet. A Mensur egy német szakkifejezés, amely egyszerűen a vívók közötti távolságot jelöli (a versenyzők olyan távolságra állnak egymástól, hogy fegyverük érintkezik). A vezetőbíró (zsűrielnök) engedélye után (a rajta! vezényszóra) a sportolók kölcsönösen üdvözlik egymást fegyverükkel és utána kezdődhet a küzdelem. A mérkőzés végeztével (a vezetőbíró állj! vezényszava után), a sportolók fedetlen bal kezük megfogásával fejezik ki egymás iránti tiszteletüket.
A kard és a tőr konvencionális, míg a párbajtőr combat fegyvernem. A konvenció szó egyezmény, megállapodás, mely az asszó során a támadás elsőbbségét biztosítja. Amennyiben a támadó (kezdeményező) vívó akciójába (támadásába) az ellenfél vele egy időben belevág, vagy beleszúr a találatokat nála kell megítélni. A támadás kritériuma szerint folyamatos előrehaladás közben a vívófegyverrel támadni kell az ellenfél érvényes találati felületét. Ilyen esetben a védekező vívó csak hárítással, jó ütemű tempóban végrehajtott közbetámadással (ez időkülönbséget jelent) vagy szabályosan végrehajtott „közbe akcióval” veheti át a kezdeményezést.

## Etikett
A vívás hagyományosan lovagias sport is, éppen ezért az etikettnek mind a mai napig fontos szerepe van a mérkőzéseknél. Minden asszó megkezdése előtt a vívók fölemelt fegyverrel tisztelegnek az ellenfélnek, a bírónak és a közönségnek. A két lábbal egy V alakot formálva egyenesen állva, a fegyverrel vízszintesen előre, majd függőlegesen a magasba emelve tisztelegnek egymásnak az ellenfelek. Ezután a bírónak és a közönségnek is megismétlik ugyanezt. A csörte befejeztével tisztelgés után a fegyvertelen kézzel való kézfogással köszönik meg egymásnak a küzdelmet. Mind a tisztelgés, mind pedig az asszó végén a kézfogás elmulasztása súlyos fegyelmi vétségnek számít, mely a versenyből való kizárást vonja maga után.

## Vívás a történelemben

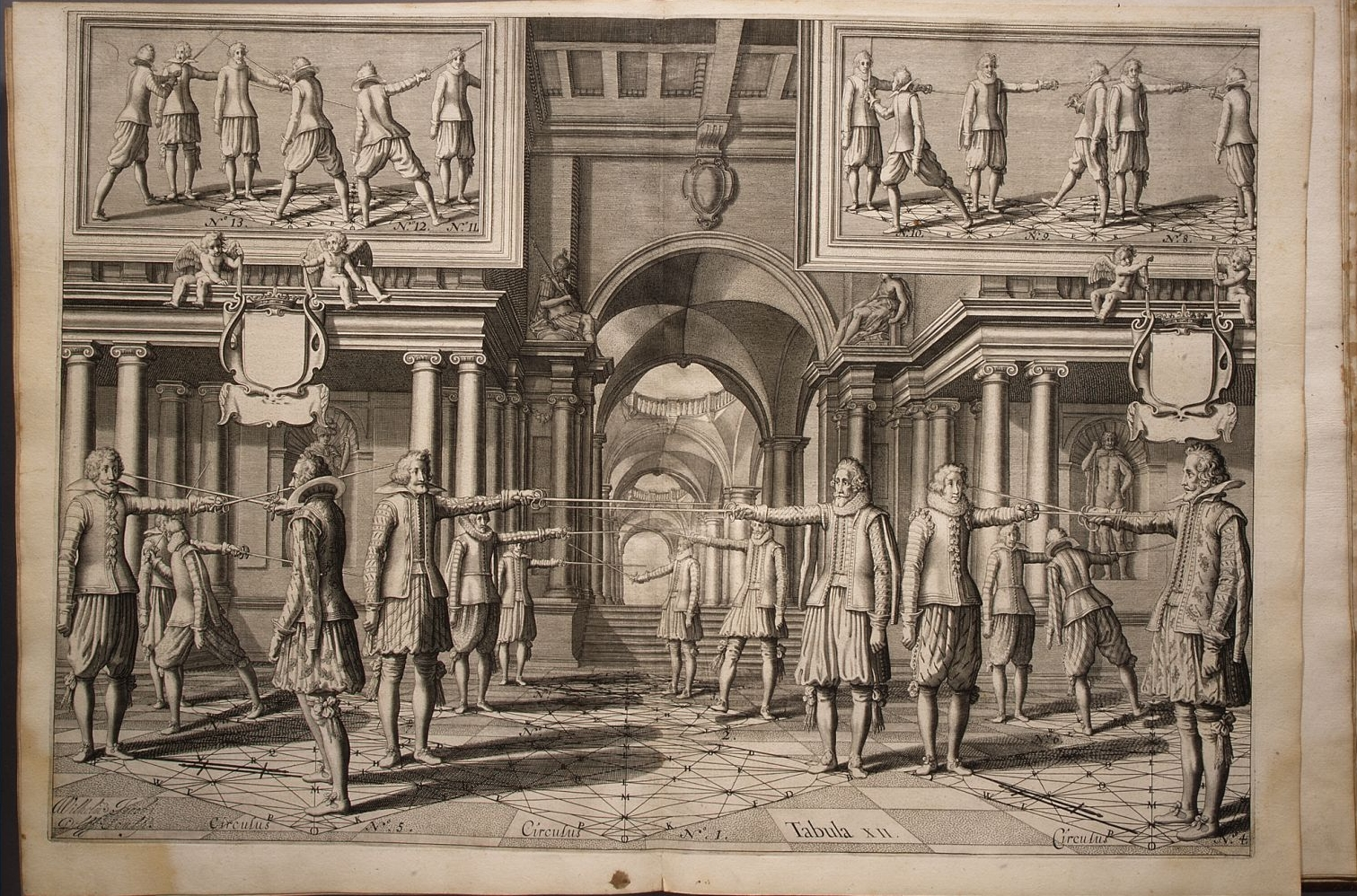
Girard
Thibault: Párbajvívás tanítása (Metropolitan Múzeum, New York 1628.)

A vívás, mint a legtöbb sport, katonai tevékenységből, harci előkészületekből fejlődött ki. A vívás, mint sportág szabályait a Nemzetközi Vívószövetség 1914-ben dr. Nagy Béla társelnöksége alatt fektette le, melyek kisebb változtatásokkal a mai napig érvényesek. Nagy Béla fogalmazta meg a több találatra menő, konvencionális alapú kardvívás szabályrendszerét.

## Magyar sportsikerek
A vívás Magyarország egyik legsikeresebb sportága: az ország eddig 37 olimpiai aranyérmet szerzett ebben a sportban, ezzel a világ második legeredményesebb nemzete Franciaország mögött. A magyar férfi kardcsapat legendás időszakát élte a 20. század közepén, amikor 1932 és 1960 között zsinórban hat olimpiát nyert meg. A korszak emblematikus alakja volt Gerevich Aladár, aki hétszeres olimpiai bajnok, és Kovács Pál, aki hat olimpián vett részt, három aranyérmet szerezve. A közelmúltban Szilágyi Áron írt sporttörténelmet: egyéni férfi kardban három egymást követő olimpián (2012, 2016, 2021) lett aranyérmes. A női mezőnyben Szász-Kovács Emese emelkedik ki, aki 2016-ban lett olimpiai bajnok párbajtőr egyéniben. A világbajnokságokon is eredményesek a magyar vívók, eddig több mint 90 aranyérmet nyertek. A sportág mögött erős utánpótlásbázis és szervezett szövetségi háttér áll, a magyar vívás így a jövőben is meghatározó szereplő maradhat a nemzetközi színtéren.
A magyar sportolók a sportág megalakulásától kezdve meghatározóak a vívás világában. Számos olimpián, világversenyen, Európa-bajnokságon szereztek örömet a szurkolóknak és megbecsülést Magyarországnak, valamint hírnevet saját maguknak. Ezt részletesebben a magyar győzelmek vívásban című szócikk fejti ki.
A leghíresebb magyar vívósportolók életrajzai ebben a kategóriában találhatóak.

## Magyar vívóegyesületek
| - Nemzeti Közszolgálati Egyetem SE Tiszti Vívóklub, Budapest, 1101 Hungária krt. 9-11. - FTC Tőr Vívószakosztály, Budapest 1101 Vajda Péter utca 38. - Vasutas SC - Interfencing Debrecen SC - PM Szombathelyi Vívóakadémia Sportegyesület - Kárpáti Rudolf Vívóklub, Budapest - MTK Vívószakosztály, Budapest - PTE-PEAC vívószakosztály Pécs - Kitörés Vívó Klub: Szentendre, Alkotmány út 12. - BVSC: 1142 Budapest, Szőnyi út 2. - Szegedi Tudományegyetem Vívóklub: Szeged, József Attila sgt. 122. - Metropolis Vívó Club: Budapest, Viziorgona utca 6, 1039 - Diósgyőri Vívó Egyesület (Miskolc) - Bocskai István: 1113 Budapest, Bocskai út 47-49. - Törekvés SE: 1107 Budapest, Bihari út 23. - Gödöllői Egyetemi Atlétikai Club Vívószakosztálya: Gödöllő, Páter Károly utca 1. - Vasas Vívó Klub: Budapest, Pasaréti út - Kecskeméti Repülő és Vívó Sport Egyesület - Törökbálinti Gerevich Aladár Vívó Egyesület: 2045 Törökbálint, Óvoda utca 6 - MTK - Pézsa Tibor Vívóakadémia: Budapest, Városmajor 1-3. - UTE: Budapest, VII. ker. Király utca 71. | - Zalaegerszegi Vívóegylet: Zalaegerszeg - BHSE (Budapest Honvéd Sport Egyesület) Budapest - Hódmezővásárhelyi Csomorkány Sport Egyesület (HCSSE) - Csepeli Vívó Egyesület: Budapest, XXI. ker. Béke tér 1. - Danubius Regionális Sport Club - Soproni Líceumi Vívóegylet (SLVE) Sopron, Széchenyi tér - Székesfehérvári Vívó és Szabadidő Sportegyesület - Egri Városi Vívóklub - Penge Vívóakadémia SE - Alföld Vívó Akadémia (AVA) Békéscsaba, Gyulai út - Tatabányai Sport Club vívószakosztály (TSC) Tatabánya, Ságvári Endre út 9. - OMS Tata Vívó Egyesület (OMS Tata) - Szigetszentmiklósi Tőregylet - SZ-L Bau Balaton Vívóklub Keszthely, Tapolca, Balatonfüred, Veszprém - Nyíregyházi Vasutas Sport Club (NYVSC) tőr és párbajtőr szakág (Nyíregyháza Tiszavasvári út 4) - Nyíregyházi Vasutas Sport Club (NYVSC) kard és kerekesszékes szakág (Nyíregyháza Kert köz 6.) - Villa Complov Sport Club (Komló) www.facebook.com/komloivivas - Belvárosi vívó sportegyesület: Krúdy utca 3 |